# Teanina
La teanina, comunament coneguda com a L-teanina i de vegades L-gamma-glutamiletilamida o N5-etil- L-glutamina, és un anàleg d'aminoàcids dels aminoàcids proteinogènics L -glutamat i L -glutamina. i es troba principalment en espècies particulars de plantes i fongs. Va ser descobert com a constituent del te verd el 1949 i aïllat de les fulles de gyokuro el 1950, convertint-lo així en un producte natural. Constitueix al voltant de l'1-2% del pes sec de les fulles de te verd. La teanina proporciona un sabor caldo o salat (umami) únic a les infusions de te verd.
El nom teanina sense prefix generalment implica l'enantiòmer, L-teanina, que és la forma que es troba a les fulles de te i com a ingredient de suplement dietètic. L'enantiòmer dretà, D -teanina, s'ha estudiat comparativament menys.
La teanina es ven com a suplement dietètic i es considera segura a dosis de fins a 250 mil·ligrams (mg) per la Food and Drug Administration dels EUA. L'Autoritat Europea de Seguretat Alimentària va trobar que no hi havia prou evidència d'una relació causal entre el consum de teanina i la millora de la funció cognitiva, l'alleujament de l'estrès psicològic, el manteniment del son normal o la reducció de les molèsties menstruals.
Malgrat això, es consumeix àmpliament en forma de càpsules de gelatina, comprimits i pols com a ansiolític suau i sedant. Sovint es ven en suplements de marca amb cafeïna.

## Estructura i propietats
El nom químic N5-etil-L-glutamina i altres sinònims (vegeu el quadre) de teanina reflecteixen la seva estructura química. El nom teanina, sense prefix, s'entén generalment que implica l'enantiòmer L-(S-), derivat de l'àcid glutàmic L-aminoàcid proteinogènic relacionat. La teanina és un anàleg d'aquest aminoàcid i la seva amida primària, L-glutamina (també un aminoàcid proteïnogènic). La teanina és un derivat de la glutamina que s'etil·la en el nitrogen de l'amida (com el nom descriu N5-etil-L-glutamina), o alternativament, a l'amida formada a partir d'etilamina i àcid L -glutàmic en el seu γ- (5-) grup d'àcid carboxílic de cadena lateral (com descriu el nom γ-L-glutamiletilamida).
Amb relació a la teanina, l'enantiòmer oposat (D -, R-) està en gran part absent de la literatura, excepte implícitament. Tot i que es suposa que els extractes naturals que no es tracten amb duresa només contenen la forma enantiomèrica L biosintètica, els aïllats mal manipulats i les preparacions químiques racèmiques de teanines contenen necessàriament tant teanina com el seu enantiòmer D (i de síntesis racèmiques, en igual proporció) i estudis. han suggerit que l'isòmer D pot predominar en algunes preparacions de suplements comercials. La racemització d'aminoàcids en medis aquosos és un procés químic ben establert promogut per una temperatura elevada i valors de pH no neutres; S'ha informat que l'escalfament prolongat d'extractes de camèlia, possible per a tes exagerats i en processos preparatius comercials no revelats, ha donat lloc a una racemització creixent de la teanina per donar proporcions creixents de la D-teanina no natural, fins a proporcions iguals de cada enantiòmer.

## Descobriment i distribució
La teanina es troba principalment en espècies de plantes i fongs. Es va descobrir com a constituent del te (Camellia sinensis) l'any 1949, i el 1950 un laboratori de Kyoto l'aïlla amb èxit de la fulla de gyokuro, que té un alt contingut de teanina. La teanina està substancialment present en els tes negres, verds i blancs de Camellia sinensis en quantitats d'aproximadament l'1% del pes sec. L'ombra deliberada de les plantes de te de la llum solar directa, com es fa amb el te verd matcha i gyokuro, augmenta el contingut de L-teanina. L'enantiòmer L és la forma que es troba en els tes acabats de preparar i alguns suplements dietètics humans.

## Digestió i metabolisme
Com a anàleg estructural del glutamat i la glutamina, la teanina en preparats (te, suplements purs, etc.) s'absorbeix a l'intestí prim després de la ingestió oral; la seva hidròlisi a L -glutamat i etilamina es produeix tant a l'intestí com al fetge, per la qual cosa es pot considerar que la teanina funciona com a donant que subministra glutamat al cos. El glutamat es pot metabolitzar en glutamina als astròcits, un procés catalitzat per la glutamina sintetasa i també es pot descarboxilar a GABA per glutamat descarboxilasa, de manera que la teanina pot subministrar els neurotransmissors d'aminoàcids. També pot travessar la barrera hematoencefàlica intacta i registrar directament els efectes farmacològics.